# Hansapur (Arghakhanchi)
Pour les articles homonymes, voir Hansapur.
Hansapur (en népalais : हंशपूर) est un comité de développement villageois du Népal situé dans le district d'Arghakhanchi. Au recensement de 2011, il comptait 7 967 habitants.